# من یک یاغی هستم
من یک یاغی هستم (به انگلیسی: I'm a Rebel) عنوان دومین آلبوم استودیویی گروه هوی متال آلمانی اکسپت است. این آلبوم در ژوئن ۱۹۸۰ با همکاری سه شرکت نشر موسیقی برای انتشار در سه کشور آلمان، بریتانیا و آمریکا منتشر شد.
ترانه «من یک یاغی هستم» که عنوان آلبوم را نیز به همراه دارد نوشته جرج الکساندر است که جرچ الکساندر نام مستعاری است که الکس یانگ برای خود انتخاب کرده است. الکس یانگ برادر بزرگتر جرج یانگ و همینطور انگوس یانگ نوازنده گیتار گروه ای‌سی/دی‌سی است.

## فهرست ترانه‌ها
| شماره | نام آهنگ                      | آهنگساز(ان)                              | مدت  |
| ----- | ----------------------------- | ---------------------------------------- | ---- |
| ۱     | «من یک یاغی هستم»             | جرج الکساندر                             | ۳:۵۷ |
| ۲     | «ما را نجات بده»              | درک‌اشنایدر/هافمن/بالتس/فیشر/کافمن        | ۴:۳۳ |
| ۳     | «زمانی برای از دست دادن نیست» | درک‌اشنایدر/هافمن/بالتس/فیشر/کافمن/اشتفنز | ۴:۳۵ |
| ۴     | «رعد و برق»                   | درک‌اشنایدر/هافمن/بالتس/فیشر/کافمن        | ۴:۰۱ |
| ۵     | «بانوی چینی»                  | درک‌اشنایدر/هافمن/بالتس/فیشر/کافمن/اشتفنز | ۳:۵۶ |
| ۶     | «نمی‌خواهم یک قهرمان باشم»     | درک‌اشنایدر/هافمن/بالتس/فیشر/کافمن/اشتفنز | ۴:۰۰ |
| ۷     | «پادشاه»                      | درک‌اشنایدر/هافمن/بالتس/فیشر/کافمن/اشتفنز | ۴:۱۰ |
| ۸     | «انجامش بده»                  | درک‌اشنایدر/هافمن/بالتس/فیشر/کافمن        | ۴:۱۱ |

## اعضای گروه
- یودی‌او درک‌اشنایدر - خواننده
- ولف هافمن - گیتار
- یورگ فیشر - گیتار
- پیتر بالتس - گیتار باس
- اشتفان کافمن - درامز

## منبع
- مشارکت‌کنندگان ویکی‌پدیا. «I'm a Rebel». در دانشنامهٔ ویکی‌پدیای انگلیسی، بازبینی‌شده در ۱۰ فوریه ۲۰۱۰.